# إرلينغ جونسون
إرلينغ جونسون (بالنرويجية البوكمول: Erling Johnson)‏ هو كيميائي ومهندس نرويجي، ولد في 7 يونيو 1893 في Christiania/Kristiania ‏ في النرويج، وتوفي في 5 نوفمبر 1967.